# Goldcar
Goldcar is een Spaans autoverhuurbedrijf. Het werd in 1985 opgericht in Valencia onder de naam Europa Rent a Car. In 2006 werd de naam gewijzigd in Goldcar. In de loop der jaren groeide Goldcar autoverhuur uit tot een van de grootste autoverhuurbedrijven in Spanje. Het bedrijf heeft ondertussen 41 vestigingen in Spanje en een vloot van meer dan 30.000 auto's, waarmee het een van de marktleiders is in Spanje. Jaarlijks vernieuwt het bijna 70% van zijn autopark.
Ook buiten Spanje heeft het bedrijf meerdere vestigingen: in Italië, Portugal, Frankrijk, Griekenland, Kroatië, Andorra en Roemenië.